# Gross Operating Profit Per Available Room
 (août 2015).
 (août 2015).
Le GOPPAR est l'abréviation de Gross Operating Profit Per Available Room; soit le profit opérationnel brut par chambre disponible. Il s'agit d'un indicateur clé dans l'industrie hôtelière. 
Cet indicateur aide à mieux percevoir les performances réelles de l'hôtel. À l'inverse du RevPar (en), il ne considère pas uniquement les revenus générés, mais également les coûts opérationnel relié aux revenus (Cost of Good Sold). Il prend en considération le fait que l’hôtel a d'autres centres de revenus que ses chambres uniquement, telles que les ventes de boissons et nourriture.

## Définition
La définition du GOPPAR est la suivante :
Le GOPPAR, ou Gross Operating Profit Per Available Room, est défini comme le bénéfice d'exploitation brut (GOP) par chambre disponible par jour, ou le GOP est égal au total des revenus moins le total des dépenses opérationnelles et départementales.
Le GOPPAR ne prend pas en compte le revenu mix soit de quel centre de revenue ce dernier est-il généré. Il ne permet ainsi pas l'évaluation précise du revenu créé par l’hébergement. C'est, en outre, un bon indicateur en matière d'efficacité des opérations de l'hôtel. Il démontre le profit et la valeur réelle de l'établissement en tant que tel.

## Formule
Le GOPPAR se calcule de la manière suivante :
GOPPAR = GOP (Gross operating profit) / Available room (chambre disponible)